# New Riders of the Purple Sage
New Riders of the Purple Sage é uma banda de rock country americana. O grupo surgiu da cena do rock psicodélico em São Francisco, Califórnia, em 1969, e sua formação original incluía vários membros da Grateful Dead. A banda às vezes é chamada de New Riders, ou NRPS.